# Johnny Horton
Johnny John Gale Horton, in arte Johnny Horton (Los Angeles, 30 aprile 1925 – Contea di Milam, 5 novembre 1960), è stato un cantante statunitense di musica country famoso tra gli anni cinquanta e sessanta per le sue canzoni "di saga" che hanno lanciato la mania della "ballata storica".
Il suo primo successo, pubblicato nel 1959, fu The Battle of New Orleans, una canzone crossover di Jimmy Driftwood che raggiunge la prima posizione nella Billboard Hot 100 per sei settimane, in Canada ed in Australia e che l'anno seguente vinse il premio Grammy per il miglior brano country & western.
The Battle of New Orleans è classificata da Billboard al primo posto tra le canzoni country di tutti i tempi e nel 2001 è stata messa alla posizione n.333 tra le migliori canzoni del secolo.

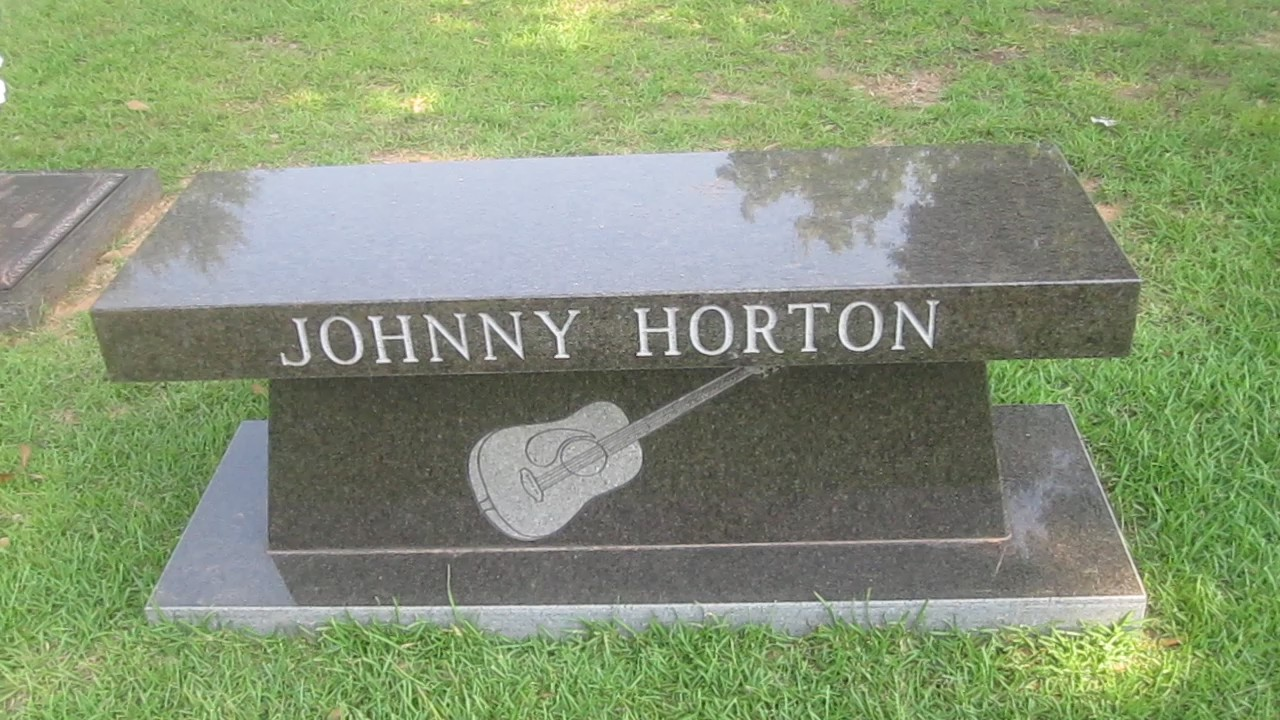
Cippo funebre a ricordo di John Horton nel cimitero di Haughton

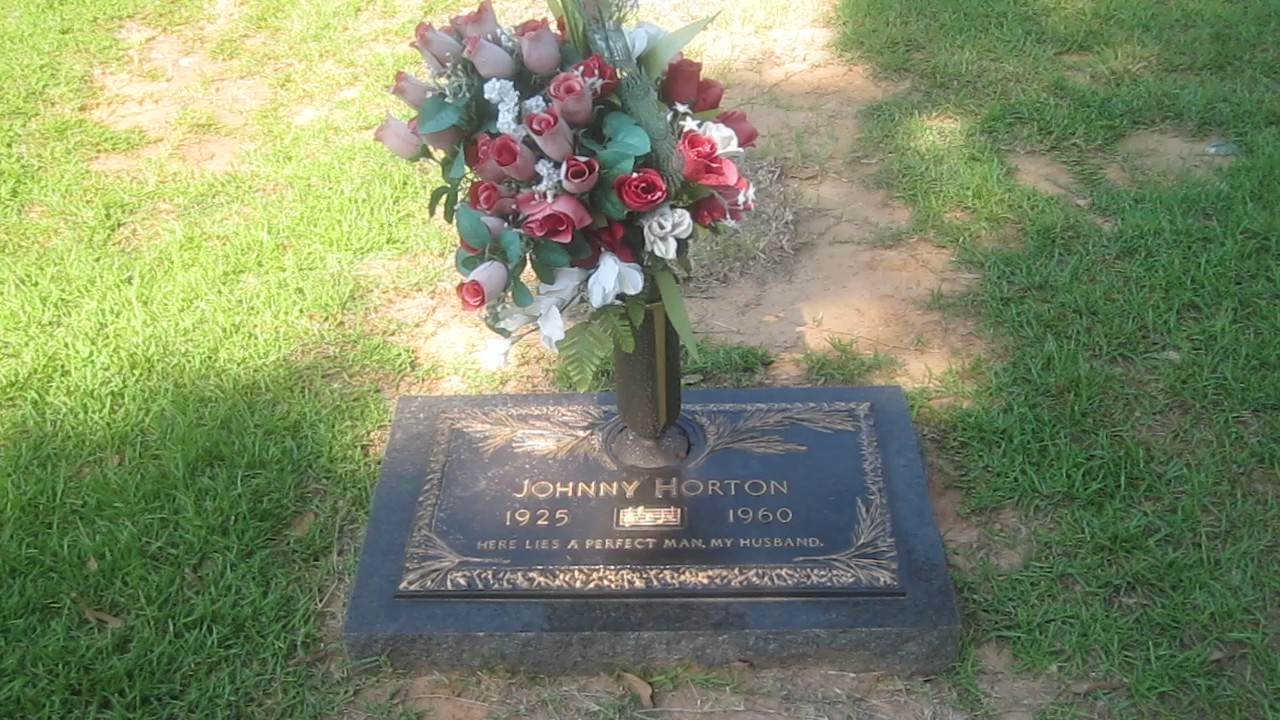
La tomba del cantante

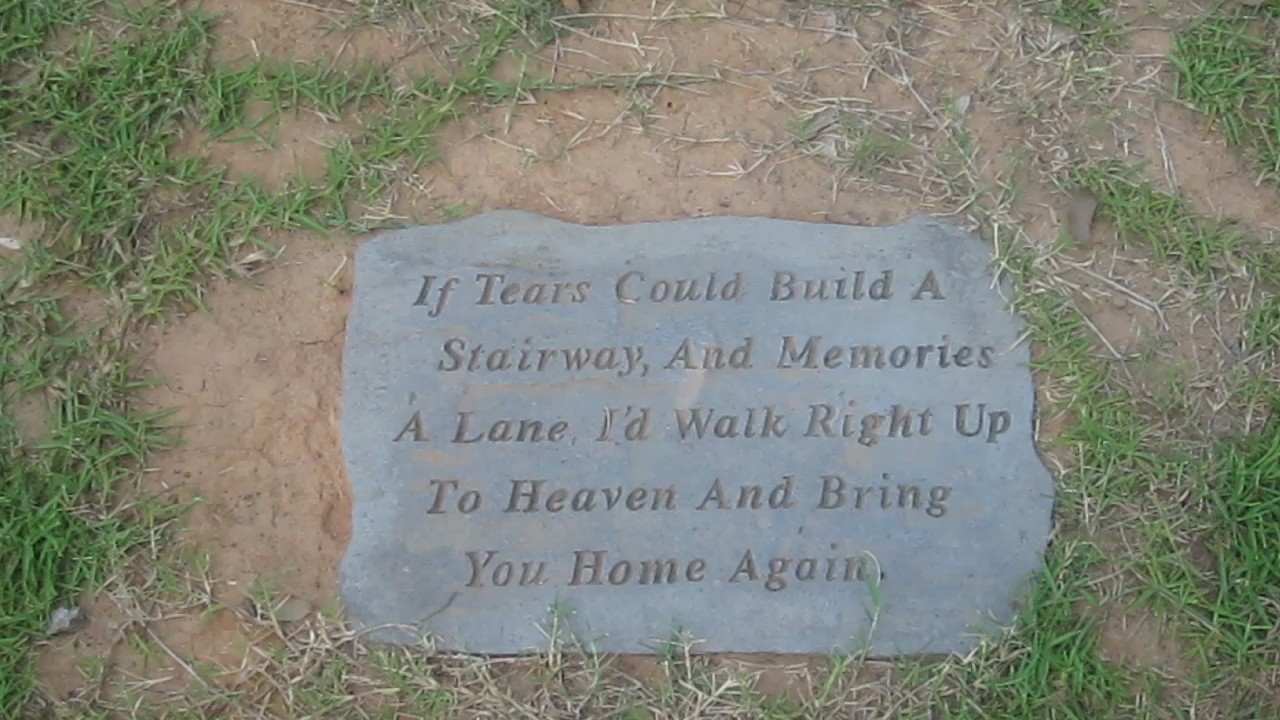
Una targa a Bossier City

Nel 1960, Horton rinnovò il successo con North to Alaska, brano incluso nel film omonimo con John Wayne (titolo italiano: Pugni, pupe e pepite), e con Sink the Bismark.

## Biografia
Horton nacque a Los Angeles, ma trascorse gran parte della sua vita a Rusk nel Texas orientale. I suoi familiari erano commercianti di frutta e percorrevano spesso gli Stati Uniti dalla California al Texas per trasportare la merce. Dopo aver ricevuto il diploma alla Gallatin High School nel 1944, frequentò l'università a Jacksonville, grazie a una borsa di studio per il basket ma non portò a termine gli studi.
Dopo aver lavorato in California e in Alaska, tornò in Texas e vinse un concorso per voci nuove in una stazione radiofonica locale. Grazie a una scrittura della Columbia Records, prese il via la sua carriera come cantante.
Dopo un primo breve matrimonio con Donna Cook, conclusosi con un divorzio nel 1953, Horton sposò Billie Jean Jones, la vedova del cantante country Hank Williams.

## La morte
Nel novembre 1960, Horton fu investito da un guidatore ubriaco sulla Highway 79 nei pressi di Milano (Texas), mentre tornava a casa dopo uno spettacolo allo Skyline Club di Austin.
È sepolto all'Hillcrest Cemetery di Haughton, a est di Bossier City, nel nord-ovest della Louisiana.